# 마이클 노박

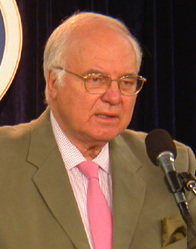
마이클 노박 (2004)

마이클 노박(영어: Michael Novak, 1933년 9월 9일 ~ 2017년 2월 17일)은 미국의 가톨릭 신학자이자 언론인·외교관이다.

## 경력
마이클 노박은 1933년 9월 9일에 펜실베이니아주 존스타운에서 슬로바키아계 미국인의 아들로 태어났으며, 1956년에 매사추세츠주에 위치한 스톤힐 칼리지에서 철학·영문학 최우수 등급을 받았다. 1958년에는 이탈리아 로마에 위치한 그레고리오 대학교에서 신학 학사 학위를 받았고 1966년에는 하버드 대학교에서 역사·종교 철학 석사 학위를 받았다.
하버드 대학교를 졸업한 이후에는 신학자로 있으면서 언론인·외교관으로도 일했고, 자본주의, 종교, 민주화와 관련된 책을 집필했다. 1981년부터 1982년까지 유엔 인권위원회 대사로 근무했으며, 1986년에는 유럽 안보 협력 회의 미국 대표단을 이끌었다. 민주당의 중도주의 파벌인 다수를 위한 민주당원 연합 이사회에서 활동했고, 현존하는 위험 위원회에서는 민주당의 정책과 동일한 방향을 제시했다.
마이클 노박은 제2차 바티칸 공의회가 열렸을 때 "열린 교회"라는 책을 쓰고, 진보적 평신도 매체인 <NCR>(1964년 ~ 1980년까지 게재, 마지막으로 쓴 글은 2009년 지적 형제인 리처드 뉴하우스 신부에 관한 회고담을 다룬 글), <커먼윌>에 공의회 기사를 게재하면서 진보적이었으나 가톨릭 경제관이 자본주의와 거리가 있는 것으로 여겨지는 것에 대해 반박하고자 1982년에 저술한 '민주적 자본주의의 정신'(The Spirit of Democratic Capitalism)으로 자본주의의 장점을 부각하면서 네오콘으로 불린 신보수주의가 되었다. 1994년에 종교 진보를 위한 템플턴상을 받았다. 이 책은 1994년에 한국어판으로 출판하면서 막스 베버의 <개신교 윤리와 자본주의 정신>과 비슷한 <가톨릭 윤리와 자본주의 정신>이라는 제목으로 했다.
마이클 노박은 경제 체제와 정치 체제의 영적 기초, 그리고 민주적 자본주의의 윤리적 이상형에 대한 통찰을 칼럼과 강연, 논문, 기고문 등을 통해 밝히면서 자본주의, 인권, 노동조합, 스포츠, 평화, 가정에서 다원적 세계 안의 교회 역할 등을 주제로 다뤘다.
2006년에 마이클 노박은 부인인 자나 노박(Jana Novak)과 함께 '조지 워싱턴의 하나님'(Washington’s God)이라는 신간을 발표하면서 "조지 워싱턴이 기독교인이었냐?"는 질문으로 시작하여 "조지 워싱턴 대통령은 신을 믿는 사람이었는지는 몰라도 헌신된 기독교인은 아니었다"고 하여 논란 거리를 제공하면서 "조지 워싱턴은 18세기의 고전적인 이신론자(Deist: 하나님의 존재와 창조는 인정하지만, 하나님의 통치와 주권과 섭리는 부인하는 것) 혹은 자연신론자"라는 결론을 내렸다.
독일 사회학자 막스 베버에게 많은 것을 배울 뿐만 아니라 막스 베버의 한계를 극복하려고 노력하면서 20세기말 미국사회의 정신적 지도자 중에서 한명으로 거론되던 마이클 노박은 미국기업연구소(AEI) 소속으로 있으면서 <Businessas a Calling> 출판하였으며, 이 책은 1997년에 한국어판 "소명으로서의 기업"(원제 Businessas a Calling,한국경제신문사)이 번역 출간됐다.
2016년 8월부터 미국 가톨릭대학교의 객원교수로 재직하다 2017년 2월 17일 사망했다. 마이클 노박은 생전에 교황 요한 바오로 2세, 마거릿 대처 영국 총리, 로널드 레이건 미국 대통령이 자신을 친구라고 부린 것이 가장 큰 영예라고 했다.
경제학에서 공급 경제학으로 개발 독재 시기에 경제적 이론을 제공했던 서강학파로 유명한 서강대학교는 배우휘 교수가 쓴 '마이클 노박(Michael Novak)의 경제신학에 대한 비판적 고찰'이라는 석사학위 논문을 발행했다. 2017년 2월 17일에 워싱턴 D.C.에서 대장암으로 인해 향년 83세를 일기로 사망했다.

## 같이 보기
- 미국 철학
- 민주자본주의